# Haarlak

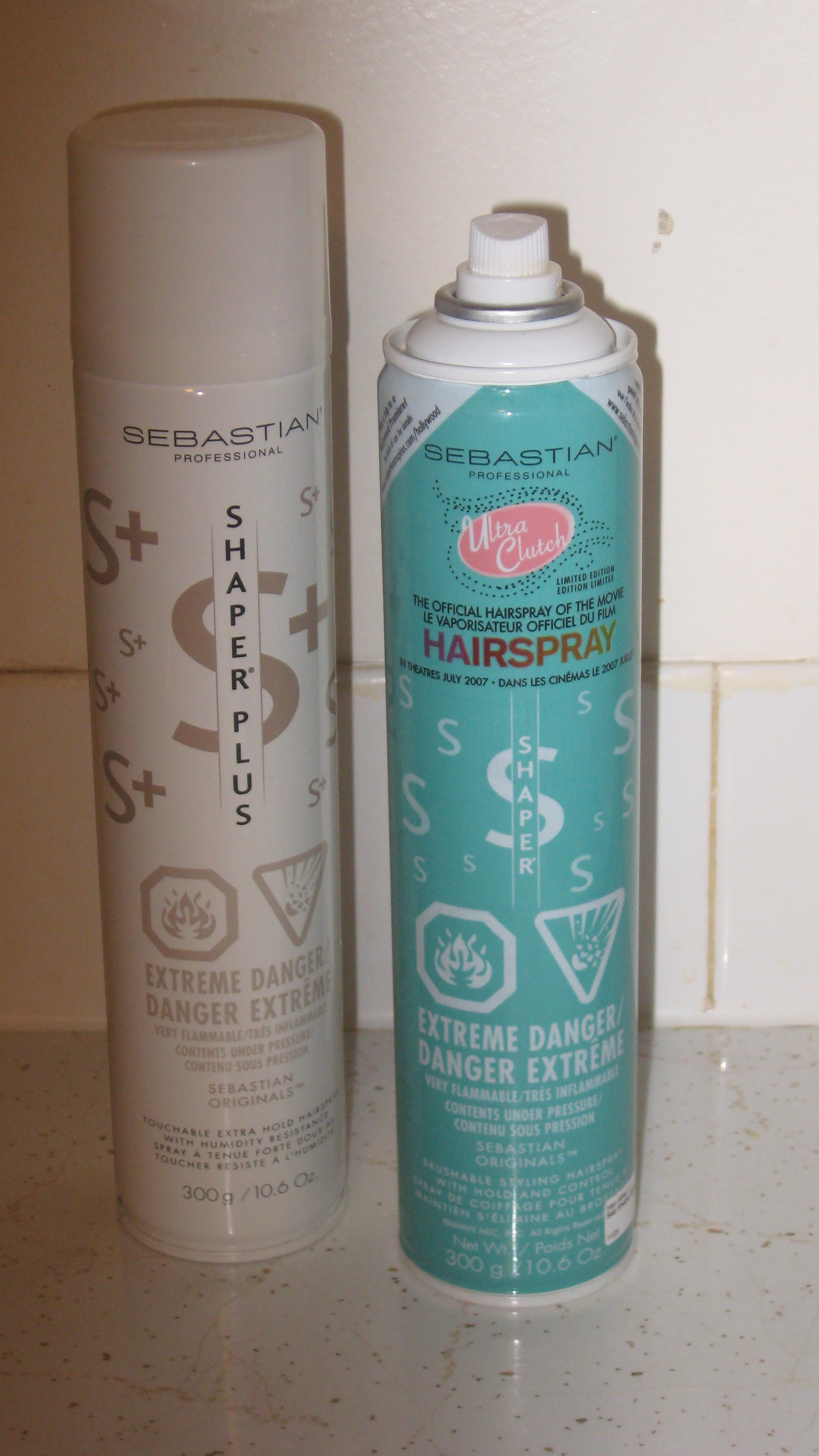
Twee bussen haarlak.

Haarlak of haarspray is een cosmetisch product dat dient ter fixatie van het hoofdhaar. Haarlak zit in een spuitbus, waarmee het op het haar verstoven kan worden.
Haarlak kan gebruikt worden om het haar in model te brengen en of in model te houden.
Haarlak bestaat in verschillende soorten en sterktes, naargelang het haartype en wat men ermee wil bereiken.
Vrijwel alle haarsprays zijn licht ontvlambaar, en bevatten ether, butaan- en propaangas. Teneinde de milieuhinder te beperken en in het bijzonder aantasting van de ozonlaag, zijn de meeste bussen haarlak tegenwoordig vrij van CFK's.
Haarlak verspreidt bij het verstuiven een typische geur, die soms als onaangenaam wordt ervaren. De spuitnevel van een bus haarlak kan de ademhaling beïnvloeden — de waarschuwing de nevel niet in te ademen is dan ook standaard aanwezig op de spuitbus.